# اچ‌ام‌اس استوردی (پی۲۴۸)
اچ‌ام‌اس استوردی (پی۲۴۸) (به انگلیسی: HMS Sturdy (P248)) یک زیردریایی بود که طول آن ۲۱۷ فوت (۶۶ متر) بود. این زیردریایی در سال ۱۹۴۳ ساخته شد.